# 西小路町 (室蘭市)
西小路町（にしこうじちょう）は北海道室蘭市の町。住居表示実施済み。郵便番号は051-0028。かつて同名の大字，字，室蘭郡の町が存在した。

## 地理
室蘭市の南西部に位置し、北に緑町、東に海岸町、南に沢町、西に清水町と接する。

## 地域の特徴
室蘭市の都市計画マスタープランでは蘭西地域に属する。
測量山の谷あいにある住宅地で、東縁を室蘭市道室蘭中央通線、西縁を北海道道844号祝津西小路中央線が走る。

## 歴史
西小路町は1872年（明治5年）からの札幌本道（現・室蘭市道室蘭中央通線）開削の進行に伴い形成された町並みで、1873年（明治6年）に室蘭郡の町名として成立した。当時は電信分局の他、商店，官舎，病院などがあった。

### 沿革
- 1873年（明治6年） - 開拓使の管轄、室蘭郡の町として西小路町が成立[5]。
- 1900年（明治30年）7月1日 - 北海道一級町村制の施行により室蘭町（一級町）が発足、室蘭郡西小路町は室蘭町の大字、西小路町となる[6]。
- 1918年（大正7年）2月1日 - 北海道区制の施行により室蘭区が発足。室蘭町西小路町は室蘭区西小路町となる[7]。
- 1922年（大正11年）4月1日 - 字名改正により西小路町（大字）が西小路町（字）となり、西小路町（大字）を廃止[5][8]。
- 1922年（大正11年）8月1日 - 市制施行により室蘭区西小路町は室蘭市西小路町となる[9]。
- 1966年（昭和41年）7月1日 - 西小路町新設[5][10]。

### 町名の変遷
| 実施内容          | 実施年月日               | 実施後                 | 実施前                             |
| ----------------- | ------------------------ | ---------------------- | ---------------------------------- |
| 北海道一級町村制  | 1900年（明治30年）7月1日 | 室蘭町西小路町（大字） | 室蘭郡西小路町                     |
| 字名改正          | 1922年（大正11年）4月1日 | 西小路町（字）         | 西小路町（大字）                   |
| 町名新設 住居表示 | 1966年（昭和41年）7月1日 | 西小路町               | 西小路町（字），港町（字）の各一部 |

## 世帯数と人口
2023年（令和5年）12月31日現在（室蘭市発表）の世帯数と人口は以下の通りである。
| 町       | 世帯数  | 人口  |
| -------- | ------- | ----- |
| 西小路町 | 146世帯 | 221人 |

### 人口の変遷
国勢調査による人口の推移。
| 1995年（平成7年）  | 553人 | [ 11 ] |  |
| 2000年（平成12年） | 454人 | [ 12 ] |  |
| 2005年（平成17年） | 401人 | [ 13 ] |  |
| 2010年（平成22年） | 318人 | [ 14 ] |  |
| 2015年（平成27年） | 248人 | [ 15 ] |  |
| 2020年（令和2年）  | 210人 | [ 16 ] |  |

### 世帯数の変遷
国勢調査による世帯数の推移。
| 1995年（平成7年）  | 254世帯 | [ 11 ] |  |
| 2000年（平成12年） | 217世帯 | [ 12 ] |  |
| 2005年（平成17年） | 201世帯 | [ 13 ] |  |
| 2010年（平成22年） | 164世帯 | [ 14 ] |  |
| 2015年（平成27年） | 140世帯 | [ 15 ] |  |
| 2020年（令和2年）  | 124世帯 | [ 16 ] |  |

## 学区
市立小・中学校に通う場合、学区は以下の通りとなる。
| 町       | 街区 | 小学校               | 中学校               |
| -------- | ---- | -------------------- | -------------------- |
| 西小路町 | 全域 | 室蘭市立みなと小学校 | 室蘭市立室蘭西中学校 |

## 交通

### 道路
- 北海道道844号祝津西小路中央線
- 室蘭市道室蘭中央通線[18]